# Han Sun-hee
Dans ce nom coréen, le nom de famille,  Han , précède le nom personnel.
Han Sun-hee, née le 9 juin 1973, est une ancienne handballeuse internationale sud-coréenne qui évolue au poste d'ailière gauche.
Avec l'équipe de Corée du Sud, elle participe aux Jeux olympiques de 1992 et 1996 où elle remporte respectivement des médailles d'or et d'argent,,.
En 1995, elle remporte le titre de championne du monde avec la Corée.
Entre 2006 et 2008, elle évolue au club de Hypo Niederösterreich où elle joue aux côtés de sa compatriote Oh Seong-ok. Elle atteint la finale de la Ligue des champions en 2008.

## Palmarès
- Jeux olympiques
  -  Médaille d'or aux Jeux olympiques de 1992 à Barcelone,  Espagne
  -  Médaille d'argent aux Jeux olympiques de 1996 à Atlanta,  États-Unis
- Championnats du monde
  -  Médaille d'or au Championnat du monde 1995,  Autriche /  Hongrie
  - 5e place au Championnat du monde 1997,  Allemagne
- Championnats d'Asie
  -  Médaille d'or au Championnat d'Asie 1993
  -  Médaille d'or au Championnat d'Asie 1995
  -  Médaille d'or au Championnat d'Asie 1997

## Distinctions individuelles
- Élue meilleure ailière gauche au Championnat du monde 1997